# Cœur animal
Pour plus de détails, voir Fiche technique et Distribution.
Cœur animal est un film suisse, réalisé par Séverine Cornamusaz, d'après le roman de Noëlle Revaz, Rapport aux bêtes, sorti en Suisse en août 2009 et en France en novembre 2009.

## Fiche technique
- Réalisation : Séverine Cornamusaz
- Scénario : Séverine Cornamusaz, Marcel Beaulieu, d'après le roman Rapport aux bêtes de Noëlle Revaz
- Décors: Fabrizio Nicora
- Costumes: Françoise Nicolet
- Photographie : Carlo Varini
- Son : Henri Maïkoff
- Montage : Daniel Gibel
- Photographie : Carlo Varini
- Musique : Evgueni Galperine
- Scripte : Mathilde Mélèse
- Production: P.S. Productions Sàrl, ADR Productions, RTS Radio Télévision Suisse
- Producteur exécutif : Xavier Grin
- Producteur délégué : Pascal Verroust
- Genre : Drame
- Durée : 91 minutes
- Date de sortie : 
  - France - 11 novembre 2009

## Distribution
- Olivier Rabourdin : Paul
- Camille Japy : Rosine
- Antonio Buíl : Eusebio
- Alexandra Karamisaris : Claudie
- Pierre-Louis Normand : Léon

## Distinctions
Le film a remporté deux Prix du cinéma suisse : meilleur et meilleur acteur pour Antonio Buíl.